# 萎软紫菀少毛变型
萎软紫菀少毛变型（学名：Aster flaccidus f. glabratus）为菊科紫菀屬萎软紫菀下的一个变型。

## 扩展阅读
- 維基物種上的相關：萎软紫菀少毛变型